# Współczynnik urbanizacji
Współczynnik urbanizacji – procentowy udział mieszkańców miast w ogólnej liczbie ludności.
Współczynnik ten jest wskaźnikiem rozwoju społecznego społeczeństw. Wraz z uprzemysłowieniem następuje względnie gwałtowna migracja ludności do miast z obszarów wiejskich.

## Wskaźnik urbanizacji
Wskaźniki urbanizacji określają stopień i zakres procesów urbanizacji danego kraju lub regionu. Do wskaźników stosowanych w opracowaniach statystycznych zalicza się:
- wskaźnik określający procentowy udział ludności miejskiej w ogólnej liczbie ludności w danym kraju (na danym obszarze);
- wskaźnik określający liczbę miast na jednostkę powierzchni;
- wskaźnik określający liczbę miast w stosunku do ich wielkości (klasy);
- wskaźnik określający rozmieszczenie ludności w miastach, ze względu na ich klasę;
- wskaźnik określający koncentrację miast na danym obszarze.

Innymi wskaźnikami odnoszącymi się do procesu urbanizacji są także:
- wskaźnik określający liczbę ludności utrzymujących się z pozarolniczych źródeł utrzymania;
- wskaźnik określający wyposażenie gospodarstw domowych, mieszkań (wskaźnik poziomu życia);
- wskaźniki odnoszące się do stylu życia i korzystania z instytucji kultury (kino, teatr);
- w przypadku zmian w układzie przestrzenno-architektonicznym utworzenie wskaźników jest trudne, ze względu na rozmywanie się w granic miast z obszarami wiejskimi, np. w sytuacji rozrastających się przedmieść.

W przypadku obszarów wiejskich obserwowane są także niektóre z procesów urbanizacji. Na określenie tego zjawiska, stosuje się pojęcie semi-urbanizacji lub rurbanizacji.

## Współczynnik urbanizacji dla wybranych państw
| Nazwa państwa    | [%]  | Nazwa państwa     | [%]  |
| ---------------- | ---- | ----------------- | ---- |
| Argentyna        | 92   | Litwa             | 66,5 |
| Australia        | 89,7 | Meksyk            | 79,8 |
| Austria          | 66,1 | Niemcy            | 75,7 |
| Bangladesz       | 35,8 | Nigeria           | 49,4 |
| Belgia           | 97,9 | Norwegia          | 81   |
| Białoruś         | 77,4 | Nowa Zelandia     | 86,4 |
| Brazylia         | 86,2 | Pakistan          | 39,7 |
| Bułgaria         | 74,6 | Polska            | 60,5 |
| Chiny            | 57,9 | Portugalia        | 64,6 |
| Chorwacja        | 54,3 | Południowa Afryka | 65,8 |
| Czechy           | 73   | Rosja             | 74,2 |
| Dania            | 88   | Rumunia           | 54,9 |
| Egipt            | 43,3 | Słowacja          | 53,4 |
| Finlandia        | 84,5 | Stany Zjednoczone | 82   |
| Francja          | 80   | Szwajcaria        | 74,1 |
| Grecja           | 78,6 | Szwecja           | 86,1 |
| Hiszpania        | 80   | Turcja            | 74,4 |
| Holandia         | 91,5 | Ukraina           | 70,1 |
| Indie            | 33,5 | Węgry             | 72,1 |
| Indonezja        | 55,2 | Wietnam           | 34,9 |
| Japonia          | 94,3 | Wielka Brytania   | 83,1 |
| Kanada           | 76,6 | Włochy            | 69,3 |
| Kazachstan       | 53,2 |                   |      |
| Stan na rok 2017 |      |                   |      |

Dane: Rocznik statystyczny GUS 1997